# Відділення загальної біології НАН України
Відділення загальної біології НАН України — структурний підрозділ Національної академії наук України, який об'єднує низку наукових установ, що займаються фундаментальними біологічними дослідженнями, а також кілька природоохоронних об'єктів.
З жовтня 2020 року Відділення очолює академік В. Г. Радченко.

## Історія
На початкових етапах розбудови Академії, її біологічні установи входили спочатку до Фізико-математичного відділу, згодом Природничо-технічного відділення та Відділу природничих і математичних наук. У 1939 році було створено Відділ біологічних наук, який на той час об'єднував Інститут ботаніки, Інститут зоології, Інститут гідробіології, Інститут клінічної фізіології, Інститут біохімії та Інститут мікробіології і епідеміології. У 1963 році АН УРСР реорганізували на 3 секції, серед яких була секція хіміко-технологічних та біологічних наук, що включала кілька відділів, зокрема два окремих біологічних: Відділ загальної біології та Відділ біохімії, біофізики та фізіології. Тобто колишній Відділ біологічних наук було розділено на дві окремих структури. З 1971 року підрозділ носить назву «Відділення загальної біології».

## Очільники Відділення (Відділу)
Відділ біологічних наук (1939—1963)
- Поспєлов Володимир Петрович — 1939—1941
- Гришко Микола Миколайович — 1941—1943
- Третьяков Дмитро Костянтинович — 1943—1948
- Свириденко Павло Олексійович — 1948—1952
- Кавецький Ростислав Євгенович — 1952—1960
- Макарченко Олександр Федорович — 1961—1962
- Топачевський Олександр Вікторович — 1962—1963

Відділ загальної біології (1963—1971) і згодом Відділення загальної біології (з 1971)
- Топачевський Олександр Вікторович — 1963—1966
- Підоплічко Іван Григорович — 1966—1970
- Маркевич Олександр Прокопович — 1970—1972
- Ситник Костянтин Меркурійович — 1972—1974
- Гродзинський Андрій Михайлович — 1974—1988
- Глеба Юрій Юрійович — 1988—1998
- Гродзинський Дмитро Михайлович — 1998—2009
- Моргун Володимир Васильович — 2009—2020
- Радченко Володимир Григорович — з 2020

## Бюро Відділення
Склад Бюро станом на 2025 рік:
- Академік-секретар — Радченко Володимир Григорович.
- Заступники академіка-секретаря — Афанасьєв Сергій Олександрович, Ємельянов Ігор Георгійович, Коць Сергій Ярославович.
- Учений секретар — Приваліхін Сергій Миколайович.
- Члени — Блюм Ярослав Борисович, Дідух Яків Петрович, Заіменко Наталія Василівна, Кучук Микола Вікторович, Мінічева Галина Григорівна, Моргун Володимир Васильович, Мосякін Сергій Леонідович, Романенко Олександр Вікторович, Харченко Віталій Олександрович.

## Установи Відділення
| - Інститут ботаніки імені М. Г. Холодного НАН України - Інститут зоології імені І. І. Шмальгаузена НАН України - Інститут фізіології рослин і генетики НАН України - Інститут клітинної біології та генетичної інженерії НАН України - Інститут гідробіології НАН України - Інститут морської біології НАН України - Інститут еволюційної екології НАН України - Інститут екології Карпат НАН України - Інститут харчової біотехнології та геноміки НАН України - Національний науково-природничий музей НАН України - Державний природознавчий музей НАН України - Національний ботанічний сад імені Миколи Гришка НАН України | - Криворізький ботанічний сад НАН України - Національний дендрологічний парк «Софіївка» - Державний дендрологічний парк «Олександрія» НАН України - Державний дендрологічний парк «Тростянець» НАН України - Чорноморський біосферний заповідник - Дунайський біосферний заповідник - Український степовий природний заповідник - Луганський природний заповідник - Інститут лісового господарства (міжвідомчий з Держлісагенством) - Інститут гірського лісівництва (міжвідомчий з Держлісагенством) - Інститут біології південних морів імені О. О. Ковалевського НАН України (де-факто не існує) |

## Персональний склад Відділення на 2025 рік

### Академіки
| - Афанасьєв Сергій Олександрович - Блюм Ярослав Борисович - Глеба Юрій Юрійович - Дідух Яків Петрович - Ємельянов Ігор Георгійович | - Кучук Микола Вікторович - Моргун Володимир Васильович - Радченко Володимир Григорович - Романенко Олександр Вікторович - Швартау Віктор Валентинович |

### Члени-кореспонденти
| - Аністратенко Віталій Вячеславович - Вассер Соломон Павлович - Виноградова Оксана Миколаївна - Глухов Олександр Захарович - Гудков Дмитро Ігорович - Гумовський Олексій Васильович - Данилик Іван Миколайович - Дмитрієв Олександр Петрович - Ємець Алла Іванівна - Заіменко Наталія Василівна - Кондратюк Сергій Якович - Корнєєв Валерій Олексійович - Коць Сергій Ярославович | - Мінічева Галина Григорівна - Моргун Богдан Володимирович - Мосякін Сергій Леонідович - Нецветов Максим Вікторович - Підоплічко Володимир Іванович - Рахметов Джамал Бахлул огли - Рибалка Олександр Ілліч - Сідоров Володимир Анатолійович - Стасик Олег Остапович - Ткач Віктор Петрович - Ходосовцев Олександр Євгенович - Юришинець Володимир Іванович - Якимчук Руслан Андрійович |

### Іноземні члени
| - Ев'ятар Нево (Ізраїль) - Пітер Рейвен (США) | - Валерій Сойфер (США) - Хосе Мануель Реціо Еспехо (Іспанія) |

## Премії
Відділення проводить конкурси на отримання чотирьох премій НАН України імені видатних учених у галузі біології:
- Премія НАН України імені Л. П. Симиренка — за видатні наукові роботи в галузі садівництва, дендробіології та квітникарства (з 1980 року)
- Премія НАН України імені М. Г. Холодного — за видатні наукові роботи в галузі ботаніки, фізіології та екології рослин (з 1972 року)
- Премія НАН України імені І. І. Шмальгаузена — за видатні наукові роботи в галузі зоології, морфології, філогенії, екології тварин та біоніки (з 1993 року)
- Премія НАН України імені В. Я. Юр'єва — за видатні наукові роботи в галузі генетики і створення нових методів акліматизації, більш високоврожайних сортів сільськогосподарських культур та високопродуктивних порід тварин (з 1964 року)

## Наукові товариства
| - Українське ботанічне товариство - Українське ентомологічне товариство - Українське наукове товариство паразитологів - Гідроекологічне товариство України - Українське товариство фізіологів рослин | - Всеукраїнська асоціація біологів рослин - Українське товариство клітинних біологів та біотехнологів - Українське герпетологічне товариство - Українське теріологічне товариство |

## Основні наукові журнали
| - «Український ботанічний журнал» - «Альгологія» - «Zoodiversity» - «Гідробіологічний журнал» - «Фізіологія рослин і генетика» - «Цитологія і генетика» | - «Інтродукція рослин» - «GEO&BIO» - «Theriologia Ukrainica» - «Наукові записки Державного природознавчого музею» - «Бранта» - «Збірник праць Зоологічного музею» |

## Померлі члени Відділення (Відділу)

### Академіки
| - Васильєв Вадим Петрович - Власюк Петро Антипович - Голубець Михайло Андрійович - Гришко Микола Миколайович - Гродзинський Андрій Михайлович - Гродзинський Дмитро Михайлович - Душечкін Олександр Іванович - Зайцев Ювеналій Петрович - Зеров Дмитро Костянтинович - Касьяненко Володимир Григорович - Маркевич Олександр Прокопович - Монченко Владислав Іванович - Підоплічко Іван Григорович | - Полікарпов Геннадій Григорович - Поспєлов Володимир Петрович - Романенко Віктор Дмитрович - Сапєгін Андрій Опанасович - Свириденко Павло Олексійович - Ситник Костянтин Меркурійович - Топачевський Вадим Олександрович - Топачевський Олександр Вікторович - Третьяков Дмитро Костянтинович - Холодний Микола Григорович - Шеляг-Сосонко Юрій Романович - Шмальгаузен Іван Іванович - Юр'єв Василь Якович |

### Члени-кореспонденти
| - Акімов Ігор Андрійович - Александров Борис Георгійович - Бордзиловський Євген Іванович - Водяницький Володимир Олексійович - Григорюк Іван Панасович - Долін Володимир Гдаліч - Дудка Ірина Олександрівна - Євтушенко Микола Юрійович - Заїка Віктор Євгенович - Звєрезомб-Зубовський Євген Васильович - Зосимович Володимир Павлович - Козловський Микола Павлович - Кондратюк Євген Миколайович - Кордюм Єлизавета Львівна - Косенко Іван Семенович - Лазаренко Андрій Созонтович - Манорик Андрій Васильович - Мовчан Василь Архипович - Модилевський Яків Самуїлович | - Муравйов Володимир Павлович - Мусатенко Людмила Іванівна - Оканенко Аркадій Семенович - Окснер Альфред Миколайович - Патон Євгенія Борисівна - Петіпа Тамара Сергіївна - Підоплічко Микола Макарович - Поварніцин Володимир Олексійович - Поляков Ілля Михайлович - Ролл Яків Володимирович - Савчук Микола Панасович - Свиренко Дмитро Онисифорович - Тарабрін Віктор Павлович - Францевич Леонід Іванович - Царенко Петро Михайлович - Черевченко Тетяна Михайлівна - Шульман Георгій Євгенович - Щепотьєв Федір Львович - Щербак Микола Миколайович |

### Іноземні члени
| - Роберт-Малколм Лав (Великобританія) - Майнхард-Міхаель Мозер (Австрія) | - Майнхарт Ценк (Німеччина) |